# جایزه طراحی خوب (ژاپن)
جایزۀ طراحی خوب (ژاپنی: グッドデザイン賞) جایزه‌ای است که توسط مؤسسه توسعه طراحی ژاپن حمایت می‌شود که هر ساله به اشیائی با طراحی عالی اهدا می‌شود. این تنها سیستم ارزیابی و توصیۀ جامع طراحی در ژاپن است.
شیکاگو آتنائوم همچنین حامی جایزۀ سالانه طراحی خوب است که با جایزۀ ژاپنی ارتباطی ندارد.